# 最低能源效率標準
最低能源效率標準（minimum energy performance standard）簡稱MEPS，其中有針對耗能設備的能源效率需求，可以有效管制設備在執行特定任務時，所消耗的能量。最低能源效率標準多半是政府主管能源的機構訂定，是該區域之內必需遵守的。其中可能包括和能量沒有直接相關的要求，此一目的是希望提昇能源效率的同時，不會影響產品的整體性能，產品仍然符合使用者的需求。MEPS中會標示特定的測試程序，來說明其性能量測的方式。
在北美洲提到能源效率時，有時會將MEPS簡稱為「標準」（standard），例如器具標準及標示合作計畫（CLASP）。在拉丁美洲提到能源效率時，則會將MEPS簡稱為Normas。

## 例子

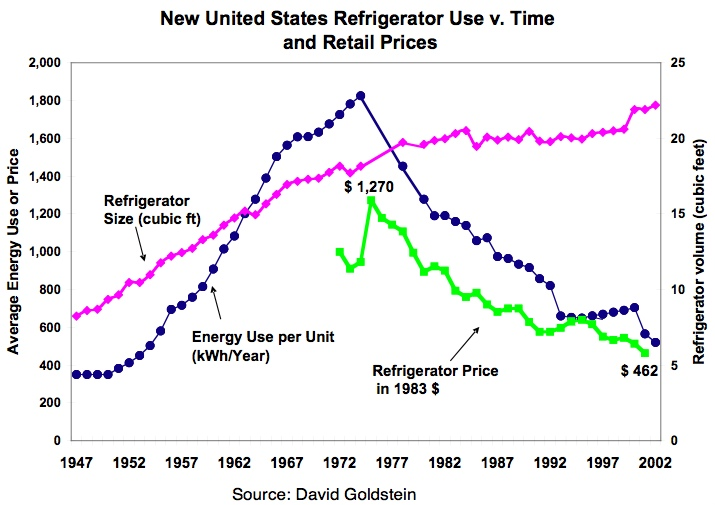
美國冰箱的價格（綠色）、體積（紫色）以及能源使用量（藍色）隨時間的變化，其能源使用量（藍色）在1972-1977年之後有顯著的下降

- 冰箱需要在指定的室溫下，維持冰箱內部的温度在一定範圍內，並且機能（包括除霜）要可以正常運作。最低能源效率標準會限制其最大可消耗的電力，限制的基準可能會隨冰箱大小、冰箱門數、冰箱內部的功能而定[3]。圖上列出在加州1970年代導入最低能源效率標準後，美國冰箱電力使用的顯著變化。
- 會要求异步电动机在滿載時的效率下限[4][5]。
- 會要求一体式荧光灯在啟動後一段時間，其明度接近額定值，並且其最低使用壽命要是數千小時，可以維持其亮度在指定範圍，可以承受一定次數的開啟及關閉切換，其顯色性指數（色溫）需要是特定值。其能源效率要求多半會會以最低效率（單位電能輸入下的亮度輸出）表示[6]。

## 加州
加州是美國最早引進最低能源效率標準的州。為了降低能源使用的成長速度，加州政府授權加州能源委員會（CEC）來管理州內販售電器的效率。最早是在1978年實施電器效率的規定，其規定會持續的更改，所管理的電器清單也一直在增加。
美國在1988年實施了国家电器能源节约法案（NAECA），因此加州的能源標準就成為美國的國家標準。聯邦標準優先於各州標準（除了各州依照其狀況立法聲明以各州立法為準），此後，美國能源部有義務更新聯邦標準。加州持續更新其能源效率標準，適用到一些聯邦尚未管理的電器。

## 澳洲
澳洲的州政府將MEPS計劃透過立法及相關法規來強制執行。澳洲製造或是進口的設備需符合相關澳洲標準中標明的MEPS水平：
| 產品別                                       | 導入日期      |
| -------------------------------------------- | ------------- |
| 冰箱及冷凍櫃                                 | 1999年10月1日 |
| 電源壓力蓄電熱水器                           | 1999年10月1日 |
| 三相電動機                                   | 2001年10月1日 |
| 三相電源冷氣                                 | 2001年10月1日 |
| 線性熒光燈的鎮流器                           | 2003年3月1日  |
| 單相電源冷氣                                 | 2004年10月1日 |
| 線性熒光燈                                   | 2004年10月1日 |
| 配電變壓器                                   | 2004年10月1日 |
| 商用冰箱                                     | 2004年10月1日 |
| 小於80公升的壓力蓄電熱水器，低壓及熱交換器型 | 2005年10月1日 |

## 巴西
在2001年已通過法案。已針對三相感應馬達以及一体式荧光灯訂定最低能源效率標準。

## 紐西蘭
紐西蘭在2002年2月5日通過能源效率管理辦法，引入了最低能源效率標準。最低能源效率標準以及能源分級的標籤有助於提昇產品的能源效率，讓消費者可以選擇耗能較少的商品。最低能源效率標準範圍內的產品。在販售前需要符合各能效分級的標準。
最低能源效率標準已經過幾次的更動（2002年、2003年、2004年、2008年、2011年），其納入產品的種類也越來越多。紐西蘭的最低能源效率標準和澳洲的同步，幾乎所有標準都是包括澳洲的聯合標準。
紐西蘭在洗碗機及乾衣機、冰箱、洗衣機及冷氣上強制使用能源分級的標籤標示。
最低能源效率標準應用在以下的產品：
- 冰箱及冷凍櫃
- 洗衣機
- 冷氣
- 電腦機房的冷氣
- 冰水迬機
- 電蓄水加熱器
- 瓦斯熱水器
- 外部電源
- 電視機上盒
- 配電變壓器
- 冷藏展示櫃
- 三相電動機
- 熒光燈的鎮流器
- 管狀熒光燈

## 外部連結
- Appliance Standards Awareness Project (ASAP) (US) （页面存档备份，存于）
- California Energy Commission (efficiency standards and database) (US)
- Collaborative Labeling and Appliance Standards Program (CLASP) (US)
- Department of Energy (U.S. efficiency standards) (US) （页面存档备份，存于）
- Australian energy standards and labels （页面存档备份，存于）
- Natural Resources Canada